# PsyArXiv
PsyArXiv (ΨArχiv in het Engels uitgesproken als Psy-Archive) is een preprint-server voor de psychologie. 
De website wordt beheerd door Society for the Improvement of Psychological Science (SIPS) en het Center for Open Science (COS). De artikelen die op PsyArXiv worden geplaatst zijn niet altijd door vakgenoten beoordeeld. Zo kunnen auteurs hun bevindingen onmiddellijk beschikbaar stellen aan de wetenschappelijke gemeenschap en feedback krijgen op conceptmanuscripten, voordat ze worden ingediend bij wetenschappelijke tijdschriften. De service is in september 2016 gelanceerd, geïnspireerd door het project arXiv.org.
De artikelen behoren tot vakgebieden zoals:
| - klinische psychologie - ontwikkelings psychologie - oordeel en besluitvorming - taalkunde - kwantitatieve methoden | - cognitieve psychologie - educatieve psychologie - levenswetenschappen - neurowetenschap - sociale en persoonlijkheidspsychologie |